# Wolfgang Rzehak
Wolfgang Rzehak (* 20. November 1967 in Tegernsee) ist ein deutscher Politiker (Bündnis 90/Die Grünen). Er war von 2014 bis 2020 Landrat des Landkreises Miesbach.

## Leben
Rzehak ist verheiratet und hat zwei Kinder. Er hat eine Ausbildung als Diplom-Verwaltungswirt (FH) und arbeitete bis zu seiner Wahl zum Landrat beim Kreisverwaltungsreferat München als stellvertretender Sachgebietsleiter für Verkehr. Rzehak war Kassierer beim TEV Miesbach.

## Politiker
Rzehak ist seit 1986 Mitglied bei den Grünen und seit 1996 Mitglied im Kreistag Miesbach. Von 2004 bis 2009 gehörte er dem Parteirat von Bündnis 90/Die Grünen in Bayern an.

## Landrat
Rzehak wurde im November 2013 als Landratskandidat von Bündnis 90/Die Grünen nominiert. Er ist Nachfolger von CSU-Landrat Jakob Kreidl, der infolge einer Plagiatsaffäre und insbesondere wegen Vorwürfen zu umstrittenen Zahlungen der Sparkasse Miesbach zu seiner Geburtstagsfeier und Schwarzbau seines Hauses im Vorfeld angekündigt hatte, die Wahl nicht anzunehmen.
Rzehak erreichte bei der im Rahmen der Kommunalwahlen 2014 abgehaltenen Landratswahl im ersten Wahlgang 20,88 % der Stimmen und lag damit hinter Norbert Kerkel (FWG), der 37,75 % der Stimmen erhielt. Bei der Stichwahl am 30. März 2014 setzte er sich gegen Kerkel mit 53,46 % durch. Er gilt damit als erster grüner Landrat Deutschlands. Am gleichen Tag wurde zwar auch mit Jens Marco Scherf ein weiteres Mitglied von Bündnis 90/Die Grünen in Miltenberg zum Landrat gewählt, allerdings auf einem gemeinsamen Wahlvorschlag mit SPD und ÖDP.
Am 29. März 2020 verlor Rzehak die Landrats-Stichwahl gegen Olaf von Löwis of Menar (CSU) in der Stichwahl mit 34,59 % zu 65,41 %.